# Helene Hannemann
Helene Hannemann (... – Campo di sterminio di Birkenau, 2 agosto 1944) è stata un'infermiera tedesca, vittima dell'Olocausto insieme al marito di etnia rom e ai cinque figli.

## Biografia
Donna tedesca all'epoca considerata di razza ariana, Helene Hannenmann sposò il rom Johann Hanstein, per anni violinista della Filarmonica di Berlino. Dal loro matrimonio nacquero cinque bambini: Blaz, Adalia, Otis, Emily ed Ernest, gli ultimi due gemelli.
A maggio del 1943, quando le SS entrarono nel loro appartamento di Berlino per portare via suo marito e i cinque figli, Helene decise di partire insieme a loro. I nazisti deportarono l’intera famiglia nel campo di concentramento di Auschwitz-Birkenau. Una volta arrivati al campo furono rinchiusi nella sezione BIIe di Auschwitz II-Birkenau, lo Zigeunerlager, il Campo delle famiglie zingare.
In quanto tedesca e infermiera, ebbe un trattamento privilegiato; le fu proposto dal dottore Josef Mengele di creare e gestire il Kindergarten, una specie di asilo nido e scuola materna in cui furono inclusi bambini sotto i 6 anni (molti dei quali divennero vittime dei suoi esperimenti). Provata fisicamente ed emotivamente dalla vita nel lager, Helene accettò, decisa a staccare per quelle ore - dalla mattina fino al primo pomeriggio - i bambini dalla realtà del campo. Disposta a restituire la voglia di vivere in mezzo a quel scenario di morte e di portare coraggio e allegria ai bambini del campo, Helene Hannemann usò spesso cantare le ninne nanne ai suoi figli e ad altri bambini di Auschwitz per calmarli.
Helene Hannemann, ottenne una promessa personale da Mengele che lei e i suoi cinque figli sarebbero stati risparmiati. Quando gli uomini della polizia arrivarono alla sezione BIIe con l'obiettivo di smantellarla nella notte del 2 agosto 1944, Helene si nascose con i figli nel Kindergarten. Dopo l'uccisione di più di 2.800 persone, le SS proseguirono con l'ispezione di ognuna delle baracche dello Zigeunerlager alla ricerca di eventuali prigionieri nascosti al suo interno. Arrivati al Kindergarten, trovarono Helene e i suoi cinque figli terrorizzati. Le SS offrirono a Helene l’opportunità di salvarsi: tedesca e ariana, poteva scegliere di non morire, a condizione che se ne andasse lasciando i figli.
Helene si rifiutò e con i suoi cinque figli morì il 2 agosto 1944 in una camera a gas di Birkenau.
La sua storia è stata raccontata dallo storico Mario Escobar nel libro La ninna nanna di Auschwitz edito da Newton Compton e stampato nel 2019.